# Пост первенцев
Пост первенцев (ивр. תענית בכורות‎[уточнить], таанит‑бхорим) — обычай в иудаизме, пост в память о чуде спасения еврейских первенцев от последней, десятой египетской казни, которую Бог обрушил на Египет перед исходом евреев. Первенцы (как у отца, так и у матери), в том числе кохены и левиты, согласно галахе, должны в канун Песаха поститься.
Если первенец ещё не достиг совершеннолетия (тринадцати лет и одного дня), за него должен поститься его отец. Однако в последние столетия сложился обычай не поститься в канун Песаха, если участвовать в этот день в трапезах по случаю исполнения заповеди обрезания или бар-мицвы. Если же такой повод отсутствует, то в утро поста устраивают трапезу в честь окончания изучения какого-либо трактата Талмуда. Вкусив пищу на такой трапезе, первенцы получают право есть в течение всего дня.
Пост первенцев является малым постом.  Это означает, что запрещено есть и пить от восхода солнца до захода (во время большого поста – сутки, кроме того, существует ряд других ограничений). В малые посты разрешено умываться и работать. Любой пост сопровождается молитвой, покаянием в грехах и публичным чтением свитка Торы.